# ドゥマラン島
ドゥマラン島(英語: Dumaran Island)はフィリピンのパラワン州の島。デュマラン島とも呼ばれる。パラワン島北東海岸の東に位置しておりパラワン島とはドゥマラン海峡で分かたれている。
島内の自治体はドゥマラン、アラセリの2つである。自治体の中心部となっているポブラシオンは両自治体とも島内に存在する。